# Ахмад I аль-Музаффар
Аль-Музаффар Ахмад бен аль-Шайх (араб. المظفر أحمد بن الشيخ) — мамелюкський султан Єгипту з династії Бурджитів.

## Життєпис
Після смерті Шайха новим султаном 3 січня 1421 року був проголошений його півторарічний син Ахмад, якого 29 серпня 1421 року усунув від влади емір Татар, одружившись з його матір'ю, принцесою Саадат. Аль-Музаффар Ахмад та його брат Ібрагім були ув'язнені в Александрії, де обидва померли від чуми.